# Гинтер Бехли
Гинтер Бехли (Зинделфинген, 16. октобар 1963) немачки је палеонтолог и ентомолог.

## Биографија
Бехли је рођен у граду Зинделфинген, од мајке Урсуле Елфрид и оца Гинтера Ервина Хермана. Ожењен је Маријом Луизом Бехли и са њом има два сина.
Студирао је биологију на универзитету у Хокенхајму, такође зоологију, паразитологију и палеонтологију у Тибинген универзитету.
Докторирао је 1999. године на тему историје фосила и филогеније. Специјализован је за систематизацију инсеката. Након стажирања од годину дана, Бехли је постао кустос у националном природњачком музеју у Штутгарту. Напустио је музеј у децембру 2016. године. Радио је више истраживачких радова у оквиру Музеја Компаративне Зоологије и другим природњачким музејима.

## Посао
Истраживачки рад Бехлија као палеоентомолога је углавном заснован на еволуцији, филогенији, историји фосила вилинских коњица и других крилатих инсеката. Специјализован је за инсекте са родног подручја Немачке као и подручја Бразила. Бехли је направио систематизацију 167 нових подврста. Његов рад је значајно утицао на нова сазнања о пореклу крила код инсеката чиме је задобио велику медијску пажњу широм света 2011. године.
Током 2009. године организовао је пројекат "Река Живота - 150 година еволуције" у Розенштајн Дворцу који је привукао више од 90.000 посетилаца. Овај догађај је био један од већих у оквиру прославе "Дарвинове Године" у Немачкој.
Бехли је имао више наступа на немачким телевизијама.
Током 2015. године, критиковао је неодарвинизам и изразио подршку теорији о интелигентном дизајну. То је јавно потврдио на свом личном вебсајту. Бехли је католички верник. Како сам каже:
"Ја сам римокатолички Хришћанин, супернатуралиста и нематеријалиста. Чврсто сам против атеизма, материјализма, натурализма и сцијентизма. Нисам постао Хришћанин упркос томе што сам научник, већ сам управо то због науке. Моје преобраћање у верника је засновано на критичкој евалуацији емпиријских сазнања и филозофских аргумената, једноставно пратећи доказе тамо где ће ме одвести. Одбијам неодарвинистичку теорију еволуције и прихватам идеју интелигентног дизајна из чисто научних разлога."

## Епоними
Следеће врсте су добиле име по Гинтеру Бехлију:
- — Jarzembowski & Nel, 2002 (монтип породице Protozygoptera из касног карбона)
- — Jarzembowski & Nel, 2002 (најстарији познати вилински коњиц, касни карбон, Енглеска)
- — Wunderlich, 2004 (врста из породице паукова скакача, балтички ћилибар).
- — Menon & Heads, 2005 (крато-формација)
- — Staniczek, 2007 (врста из породице водених цветова, крато-формација)
- — Heiss & Poinar, 2012 (врста из породице Aradidae, доминикански ћилибар)
- — Jennings, J.T., Krogmann, L. & Mew, S.L., 2013 (врста из породице оса, бурмански ћилибар)